# Lazy bed

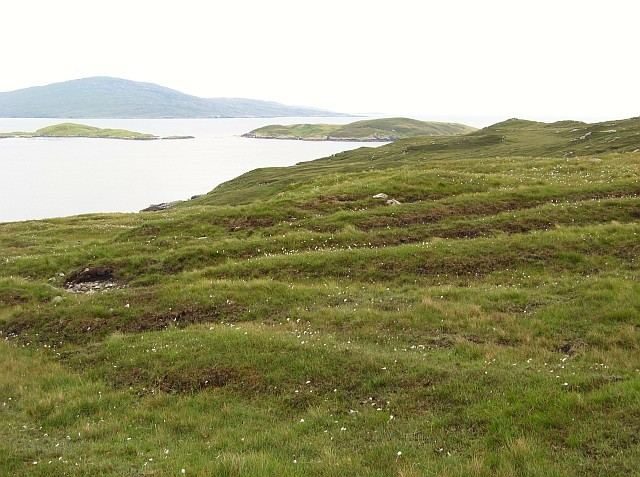
Antichi lazybed a nord di Harris

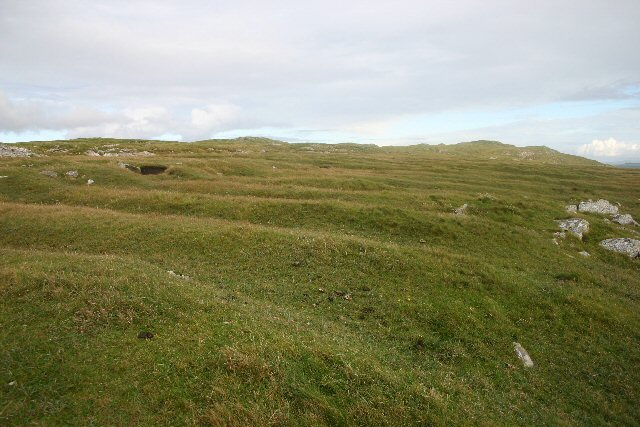
Antichi lazybed ad Ensay

Il lazy bed o lazybed (lett. "fondo pigro") è un metodo di coltivazione a porche formate col badile. Piuttosto simile al cord rig, i banchi di terreno paralleli di ridge e furrow sono scavati dal badile, sebbene i lazybed abbiano banchi più grandi, fino a 2.5 m in larghezza, con stretti canali di drenaggio fra loro.
Benché ampiamente estinto, questo sistema può ancora essere trovato nelle zone delle Ebridi, dove i lazybed sono conosciuti come feannagan in lingua gaelica scozzese, e nell'Irlanda occidentale. In questi luoghi, il metodo usato è normalmente quello di sollevare le zolle di torba e applicare concime d'alga (desalinizzata) per migliorare il suolo. Venivano in queste regioni coltivate spesso   patate, fino a che la Phytophthora infestans non fece avvizzire la patata causando la cosiddetta Grande carestia irlandese (potato famine) nelle Highlands (1846-1857) e Irlanda (1845-1852).
Il lazybed venne usato nelle zone meridionali della Britannia dal periodo post-romano fino a quello post-medievale, in molta parte dell'Irlanda e Scozia fino al XIX secolo quando con l'avvento della meccanizzazione agricola i terreni vennero spianati.